# Jens Fischer Rodrian

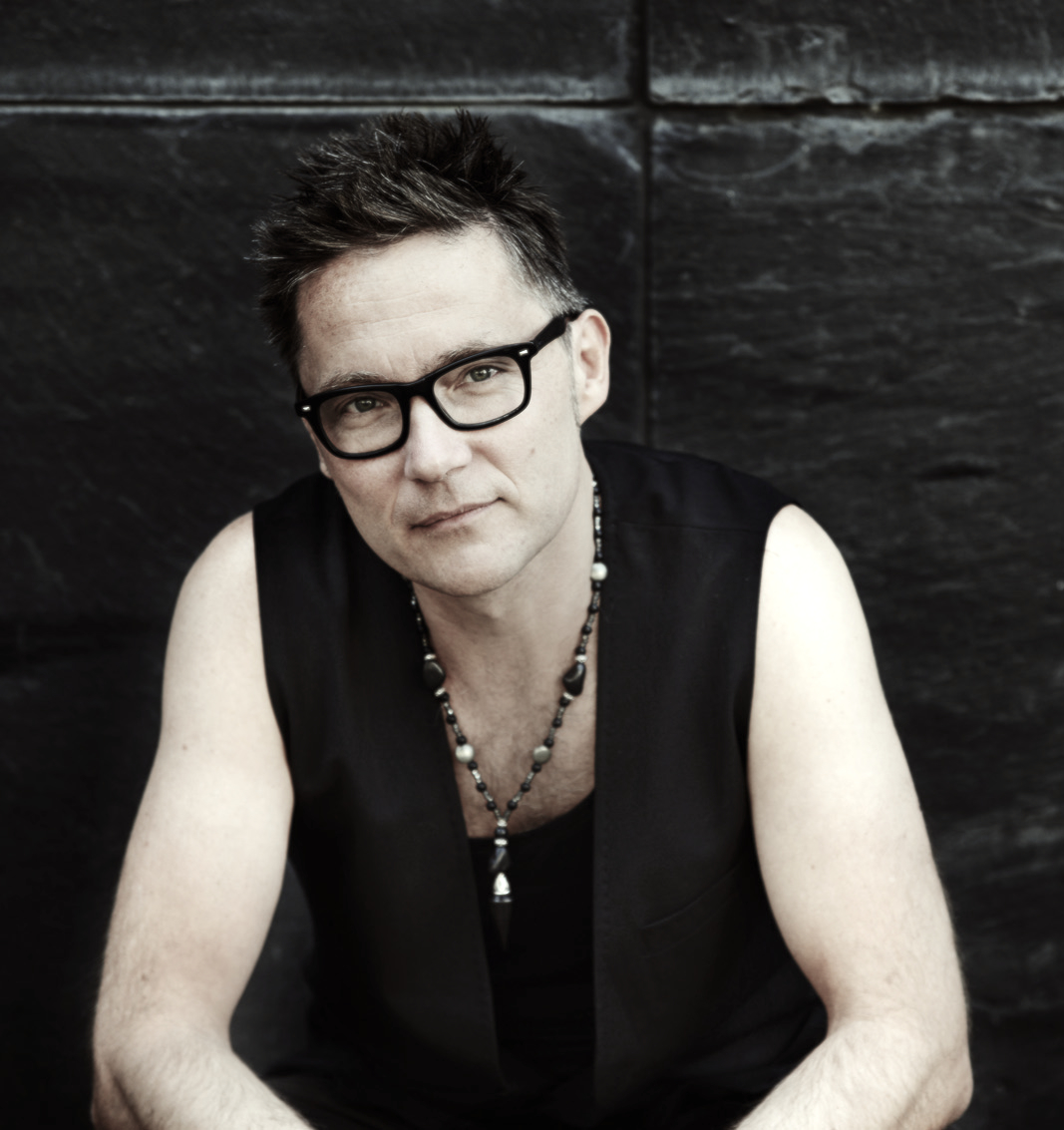
Jens Fischer, 2015

Jens Fischer Rodrian (* 1967 in Pinneberg; auch Jens Fischer) ist ein deutscher Musiker, Komponist, Musikproduzent und Dichter.

## Leben
Geboren in Pinneberg, wuchs Jens Fischer Rodrian ab dem Alter von zehn Jahren in der Nähe von Murnau am Staffelsee auf. Er kam über das Gitarrespielen zur Musik. Nachdem er die Schule abgebrochen hatte, ging er mit 18 Jahren an das Münchner Gitarreninstitut. Hierüber gelangte er zur Grove School of Music in Los Angeles. Aus dem geplanten einen Jahr wurden sieben. In den Vereinigten Staaten entstand seine erste CD sowie zwei Alben mit seinem Gitarrenduopartner Gerd Baumann. 1995 wurde er Mitglied der Blue Man Group in New York und Boston. In New York trat er mit seiner späteren Frau, der Jazz-Sängerin Alexa Rodrian in Clubs auf.
Seit 2004 lebt er mit seiner Frau und den gemeinsamen Töchtern in Berlin und ist dort  musikalischer Leiter, Musiker und Produzent der Blue Man Group. Er spielte u. a. in der Band von Konstantin Wecker, für den er auch die CDs „Vaterland live 01/02“ und „Wut und Zärtlichkeit – live“ produzierte. In einem Kofferstudio produzierte er Soloalben, Filmmusiken und Songs u. a. für Tim Neuhaus, Konstantin Wecker, Alexa Rodrian, Katja Riemann, Paradoz und Max Prosa, die Remixe „Doku“ & „Louder“ für die Boundzound-CD „Ear“ und das erste Album mit Demba Nabé für ihre Band Hermen.
Fischer ist Dozent für Filmmusik im Masterstudiengang „Film“ an der Hamburg Media School. Seine Filmmusiken wurden dreimal beim Festival international du film d'Aubagne nominiert; im Jahr 2014 wurde er dort für Stiller Löwe mit dem „Grand prix de la meilleure création sonore – Courts Métrages“ ausgezeichnet. Im Jahr 2015 komponierte er die Musik für das Benefiz-Hörbuch „Mein Mali“ der Welthungerhilfe.
2014 begann Fischer, Gedichte und Slam Poetry Texte zu schreiben, die in dem Buch Sich kurz fassen – ach erschienen. Daraus entstand das Live-Programm „Wahn & Sinn“, mit dem er durch den deutschsprachigen Raum tourte. Am 24. Mai 2019 erschien ein Album zum Programm. Neben den Konzertlesungen tritt er mit der Blue Man Group, Konstantin Wecker und seiner Frau Alexa Rodrian auf.
Jens Fischer Rodrian beteiligt sich, auch mit Auftritten, an der Querdenker-Bewegung und ist Mitglied der Partei die Basis. Von 2020 bis 2024 veröffentlichte er regelmäßig in dem deutschen Webmagazin Hinter den Schlagzeilen.

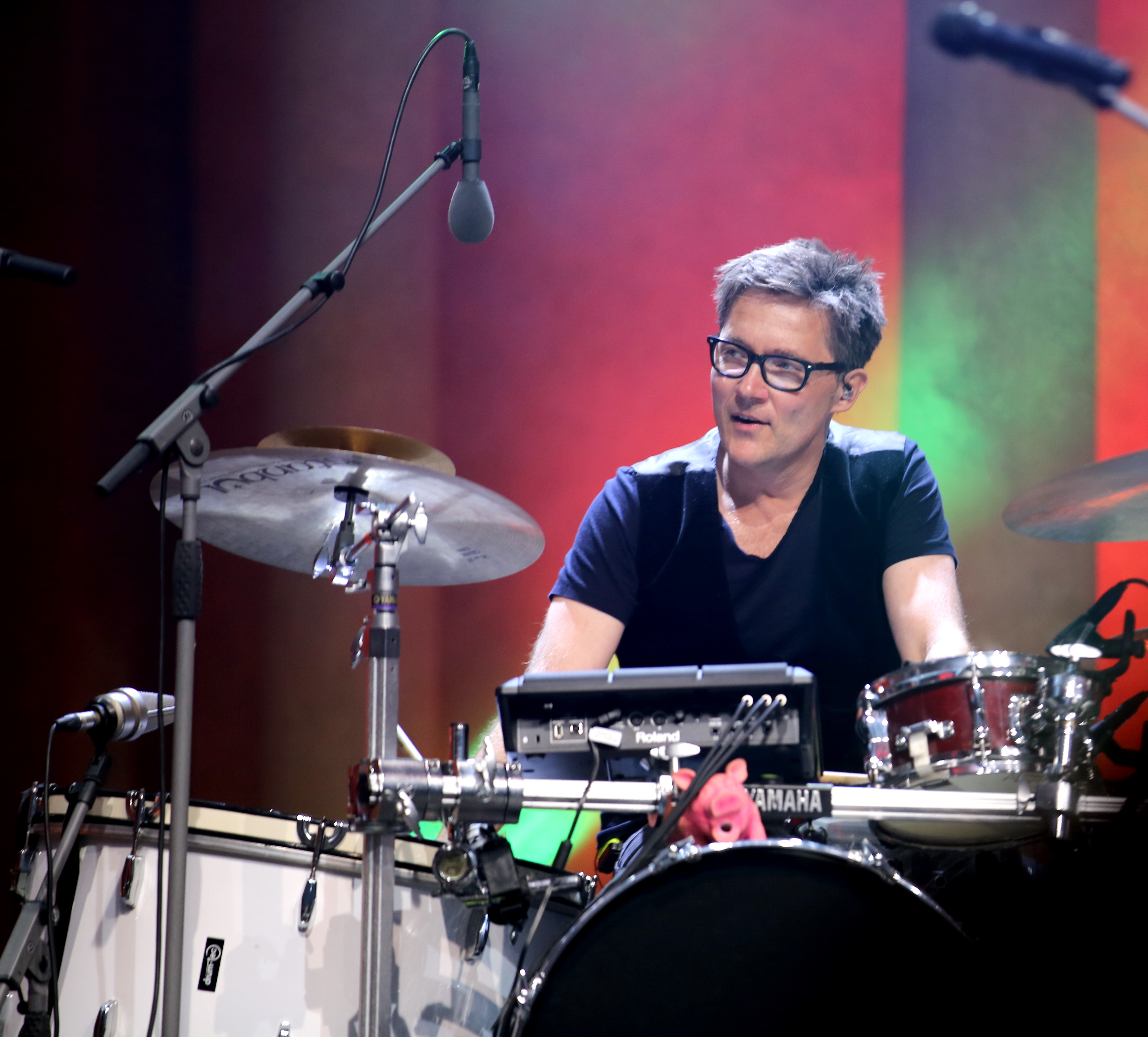
Jens Fischer Rodrian am Schlagzeug für Konstantin Wecker auf dem Heimatsound-Festival 2016

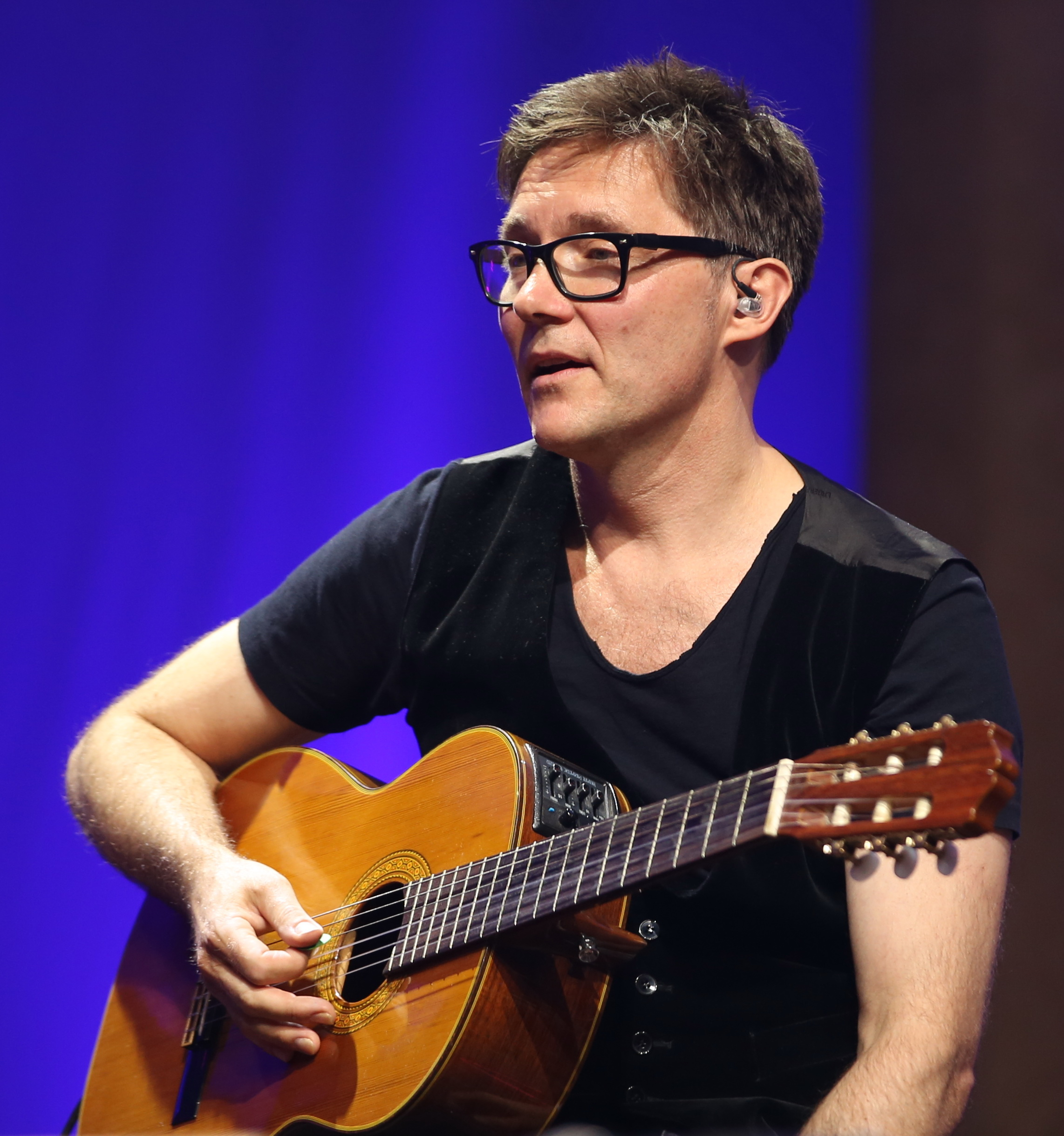
Jens Fischer Rodrian an der Gitarre für Konstantin Wecker auf dem Heimatsound-Festival 2016

## Diskografie

### Soloalben (Auswahl)
- 2019: Jens Fischer Rodrian „Wahn & Sinn“ (Lametta)
- 2018: Fischer „Quartätärä“ (Lametta)
- 2017: Fischer „Asamba“ (Lametta)
- 2015: Fischer „19“ (Lametta)
- 2012: Fischer „Schattenland“ (Welcome Home Music)
- 1999: Paradoz „3rd Wood“ (mit Gerd Baumann/Freibad Records)
- 1998: Paradoz (mit Gerd Baumann/Freibad Records)

### Musiker/Produzent (Auswahl)
- 2016: Konstantin Wecker „Ohne Warum – live“ (Sturm und Klang)
- 2015: Konstantin Wecker „Ohne Warum“ (Sturm und Klang)
- 2015: Alexa Rodrian „Mother unplugged“ (Enja Records)
- 2014: Florian Holoubek „Like a hike“ (Lametta-Music)
- 2014: Konstantin Wecker „Wut und Zärtlichkeit (Live)“ (Sturm und Klang)
- 2013: Konstantin Wecker „Wut und Zärtlichkeit“ (Sturm und Klang)
- 2013: Alexa Rodrian „Mothersday“ (Enja Records)
- 2012: Max Prosa „Die Phantasie wird siegen“ (Sony Music)
- 2011: Boundzound „Ear“ (Ministry of Sound – Remix)
- 2011: Tim Neuhaus „The Cabinet“ (Grand Hotel van Cleef)
- 2011: Le Flonge „Unquite“
- 2008: Alexa Rodrian „All done & dusted“ (NRW Records)
- 2004: Various Artists „A World of Happiness“ (Buena Vista Records)
- 2003: Katja Riemann „Favourites“ (SPV Records)
- 2002: Konstantin Wecker „Vaterland live 01/02“ (BMG)
- 2001: Konstantin Wecker „Vaterland“ (BMG)
- 2000: Alexa Rodrian „Blue Blood“
- 1999: Konstantin Wecker „Liebeslieder“ (BMG)
- 1999: Konstantin Wecker „Wecker singt Brecht“ (BMG)
- 1999: Blue Man Group „Audio“ (Virgin)

### Musik für Hörspiele
- 2015: Mein Mali (von Mirjam Knickriem)
- 2006: Von Sonne, Mond und Engeln (von Katja Riemann)

## Filmmusik
- 2018: Hatua Kwa Hatua (Kurzfilm)

- 2017: I have plans (Kurzfilm)
- 2016: Different Bayern (Kurzfilm)
- 2016: Cabuwazi beyond borders – ein Zirkusprojekt für Flüchtlingskinder (Dokumentarfilm)
- 2015: Nani Kama Mama (Kurzfilm)
- 2015: Am Ende (Kurzfilm)
- 2015: Wo warst Du? (Kurzfilm)
- 2015: Wert der Arbeit[6] (Kurzfilm)
- 2014: Feuerkind (Kurzfilm)
- 2014: Habib und Hund (Kurzfilm)
- 2013: Stiller Löwe (Kurzfilm)
- 2011: Asamba (Dokumentarfilm)
- 2008: I.G.O.R. (Dokumentarfilm)
- 2005: Antje (Janosch) TV-Serie NDR 2. Staffel
- 2003: Antje (Janosch) TV-Serie NDR 1. Staffel
- 1998: Buenos Aires, meine Geschichte (Dokumentarfilm)
- 1997: To be the Bob (Dokumentarfilm)

## Theatermusik
- 2015: Blue Man Group, Bluemaxtheater/Berlin
- 2009: Eröffnungsfeier Kulturhauptstadt Ruhr 2009/Essen
- 2007: Das Mißverständnis, Deutsches Theater/Berlin
- 2005: Lilli Palmer Evening, St. Pauli-Theater/Hamburg
- 2004: Blue Man Group, Bluemax Theater/Berlin
- 2002: Blick von der Brücke, Schauburg/München
- 2000: Mein Vater Che Guevara, Schauburg/München
- 1997: Blue Man Group, Astor Th./N.Y., Charles Playh./Boston

## Buchveröffentlichung
- 2022: Die Armada der Irren. Künstlerischer Widerstand in pandemischer Zeit. München Rubikon, Buch mit Musik-CD, ISBN 978-3-96789-030-3

## Auszeichnungen
Musik-CDs
- 1999: Blue Man Group, „Audio“, nominiert für den Grammy 2000[7]
- 2008: Alexa Rodrian – „All done and dusted“ (Produzent, Musiker, Co Komponist) CD online Kritik: CD des Jahres

Filmmusik
- 2017: Different Bayern (Kurzfilm – Filmmusik), u. a. CIVIS Medienpreis
- 2015: Wert der Arbeit[6] (Kurzfilm – Filmmusik), u. a. Next Generation Short Tiger Cannes, VGIK International Student Festival Moskau, Reflecta-Filmfestival Frankfurt, Hamburger Nachwuchsfilmfestival abgedreht
- 2015: Feuerkind (Kurzfilm – Filmmusik), Publikumspreis Mittellange Filme Fünf Seen Filmfestival
- 2014: Stiller Löwe (Kurzfilm – Filmmusik), über 20 Auszeichnungen u. a. Gewinner des Hauptpreises: Beste Musik für einen Kurzfilm – Festival International du film d´Aubagne, Next Generation Short Tiger – Cannes
- 2008: I.G.O.R.  (Dokumentarfilm – Filmmusik), Mexico International Filmfestival 2011 Golden Palm Award
- 1999: Images of Absence (Dokumentarfilm – Filmmusik), Bayrischer Dokumentarfilmpreis, Gewinner des International Tokyo Documentary Festival